# Ismael Bermúdez
Natalio Ismael Wermus (19 de mayo de 1944), más conocido como Ismael Bermúdez,  es un economista, analista económico, periodista y profesor argentino. 

## Trayectoria
Bermúdez trabaja desde 1983 como redactor del suplemento de economía y la sección económica del diario Clarín y también ha colaborado con columnas especializadas en medios como Noticias y Caras y Caretas Es especialista en materia previsional, lo que le ha valido numerosos premios a lo largo de su carrera, destacándose el Konex en 1997 y el Konex de Platino en 2017.